# 샤콘
샤콘(프랑스어: chaconne) 또는 차코나(이탈리아어: ciaccona)는 17~18세기 바로크 시대에 유행한 기악곡 형식으로, 프랑스 남부와 스페인에서 유행한 춤곡에서 유래했다. 특히 바로크 기악 모음곡에서도 많이 사용된 양식으로 느린 3박자가 특징이며 기악곡에서 변주곡 형태로 많이 작곡되어 왔다. 샤콘느, 차콘나라고도 한다.
유명한 곡으로는 요한 세바스티안 바흐의 〈무반주 바이올린을 위한 파르티타 2번〉의 샤콘과 토마소 안토니오 비탈리의 샤콘 등이 있다.

## 기원과 특징
기본적으로 16세기 말 경, 샤콘느는 춤을 위한 발랄한 세박자 계열의 대중적 노래였다. 스페인 대항해 시대 이후, 유럽 다른 나라에 들어와 17세기경 뿌리내리며, 귀족적 형태의 댄스가 되었고, 후에 악기, 오케스트라, 솔리스트에 의해 발전되어갔다. 세박 계열의 느리고 격실을 갖춘 음악으로, 일반적으로 반복과 함께 4-8마디의 반복적이고 한 테마의 바리에이션에 기초한 음악이다. 파사칼리에는 베이스에서 연주된 한 테마 위에 만들어지고 후에 다른 성부에서 분열되는데 반해, 이는 테트라코드 하강인 베이스에 만들어진다. 
발전의 단계에서, 이는 작곡가들에 의해 이름이 거의 다를게 없어보이는 것처럼 뵈며, 거의 파사칼리에와 다를게 없게 되었다 : Louis Couperin은 그의 한 곡은 <chaconne ou passacaille>라고 제목 붙였고 François Couperin은 그의 첫번째 viole을 위한 suite에서 같은 이름, passacaille ou chaconne을 붙였고, 쳄발로 L'amphibie를 위한 그의 작품에 이름붙이며 문제를 피한 것으로 보인다 ; Mattheson에 의하면, 샤콘느는 파사칼리에보다는 느린것으로 보이지만, Alebert는 반대로 말한다. 그렇지만, 샤콘느는 자주 두번째박자인 약박에서 시작하고, 이와 반대로 파사칼리에서 이런 식으로 시작되는 형식은 매우 드물다.
바로크 음악에서, 샤콘느는 기악적 댄스의 suite에서 사용되었고 주로 곡의 마지막에 있었다. 또한 프랑스에서 마지막 곡으로, 혹은 tragédie lyrique과 opera-ballet에서 주요한 lyriques 곡 사이에 사용되었다. 이 느리고 장중한 (solennité) 템포로 보여지는 장르, 그리고 ostinato의 기본은 바로크 장르와 떼어놓을 수 없으며, 17-18세기 작곡가들의 곡에서 많이 찾아볼 수 있다.